# 平成落語家ジョッキー
平成落語家ジョッキー（へいせい らくごかジョッキー）は、NHKラジオ第1放送で毎週水曜日 21:30 - 21:55に放送された生放送のバラエティ番組である。

## 概要
以前若手落語家を集めて夏季・冬季の特別番組として放送されたのが人気を集めたため、2003年度から定時番組としてスタートしたものである。
柳家花緑、立川志らく、林家彦いち、林家たい平の4人が毎週交代でパーソナリティを担当し、各人がそれぞれの素顔・趣味を披露したり、リスナーから寄せられた投書を紹介したりする。また年数回は時間を拡大した特別番組があり、各人それぞれの落語を披露することもある。
オープニングは、有名な寿限無の名前をラップ調に読み上げる（？）落語番組ならではの曲を用いた。
花緑、志らく、彦いちが3人で司会を務めた2006年4月1日を以って放送終了した。その後は、それを発展させ「今夜も大入り!渋谷・極楽亭」を土曜日19:30から20:55に放送する。